# 径赛大满贯
径赛大满贯（Grand Slam Track）是一个于2025年推出的专业田径联赛，和其他田径赛事不同的是，该联赛所有的项目只有在体育场跑道上比赛的径赛项目，包括短跑、短距离和长距离赛跑，以及跨栏。由美国前奥林匹克冠军短跑运动员迈克尔·约翰逊于2024年宣布。首个赛季将于2025年4月至6月举行。该联赛最初在2024年2月宣布举行，联赛名称及其他细节则在2024年6月由约翰·安德森主持的洛杉矶新闻发布会上公布。

## 缘起
前短跑运动员迈克尔·约翰逊自20世纪90年代以来一直怀揣着创立“径赛大满贯”的想法。他在2024年2月宣布计划于2025年推出一项田径联赛。据报道，该联赛将在每年4月至9月的田径赛季期间举办一系列赛事，但最终赛事仅持续到6月。据称，约翰逊本人正在为该联赛投入资金。
2024年2月发布的联赛公告明确表示，其目标是提高田径运动在公众意识中的地位，并推动这项运动走出四年一度的奥运会周期。其中一个目标是让田径联赛更像其他体育联赛，吸引全球顶尖运动员参与。与奥运会每四年举办一次不同，“径赛大满贯”将每年举办四次。另外也为了弥补没有专业径赛赛事的遗憾，且径赛运动员也无法建立自己的个人品牌。
2024年5月，前中距离跑选手凯尔·梅伯确认被聘为赛事高级总监。2024年9月，奥运冠军、前短跑运动员莫洛拉克·阿基诺森被任命为运动员关系主管。
在2024年6月首批签约参赛的运动员中，包括两届奥运会冠军、400米栏选手悉妮·麦克劳克林-莱弗隆，以及2023年世界冠军、2024年奥运会1500米银牌得主約什·克爾。2024年9月，确认2024年奥运会1500米金牌得主科尔·霍克和铜牌得主亚雷德·努古瑟也已签约加入联赛。同月，短跑选手肯尼斯·貝德納雷克和弗雷德·克利也加入了联赛。
2024年9月13日，LetsRun.com报道称，“径赛大满贯”的比赛地点将设在洛杉矶、纽约市、牙买加京斯敦和伯明翰，赛事将在4月的两周和5月的两周内举行，但该网站表示尚未通过第二个来源确认这些信息。2024年11月，“径赛大满贯”官方宣布了四个比赛地点：金斯敦、洛杉矶、米拉玛和费城。
截至2024年12月19日，2025赛季的所有参赛选手名单正式公布。名单中有13位全球金牌得主，但值得注意的是，諾亞·萊爾斯和莎卡莉·理查森并未在列。
世界田联主席塞巴斯蒂安·科在接受采访时表示，径赛大满贯对世界田联来说并不是威胁。世界田联将在2026年推出全新顶级赛事终极冠军赛。

## 概览
该联赛将设有四场“大满贯”赛事，有类似网球和高尔夫球四大满贯的概念。将在4月至6月的赛季期间举行。在每场大满贯赛事中，男子和女子将分别有六个项目类别。每个项目类别将包含两项比赛项目，参赛选手将在一个周末内完成这两项比赛。
每个类别将共有8名参赛选手。其中四名将被称为“大满贯跑者”（Grand Slam Racers），他们在赛季开始时会被列入所有四场大满贯赛事的初始名单，总计48名固定选手参与每场大满贯赛事（六个类别中每个类别的四名选手，涵盖男女）。这些选手根据世界排名和实力选出，全部是全球最顶尖的运动员。另外四名选手将是“大满贯挑战者”（Grand Slam Challengers），他们是崭露头角的新星，并将努力争取下一赛季成为大满贯选手的资格。挑战者的名单会根据近期表现和潜在的竞争关系，在不同的大满贯赛事之间有所变化。
在每项单项比赛中，从第一名到第八名将按以下方式分配积分：10、8、6、5、4、3、2和1。在每个类别中，综合两项比赛成绩得分最高的选手将被宣布为该场比赛的获胜者，或称为“大满贯冠军”。如果出现平分情况，则以两项比赛中个人最好名次较高的选手获胜。如果仍然平分，则以两项比赛的总用时最少作为决胜条件。
| 项目类别   | 第一项                          | 第二项 |
| ---------- | ------------------------------- | ------ |
| 短距离短跑 | 100米                           | 200米  |
| 短距离跨栏 | 100米栏（女子） 110米栏（男子） | 100米  |
| 长距离短跑 | 200米                           | 400米  |
| 长距离跨栏 | 400米栏                         | 400米  |
| 短距离长跑 | 800米                           | 1500米 |
| 长距离长跑 | 3000米                          | 5000米 |

## 历年赛事
该联赛于2024年宣布启动，2025年为第一届。
| 赛季 | 信息     | 大满贯1              | 大满贯2                | 大满贯3                | 大满贯4                |
| ---- | -------- | -------------------- | ---------------------- | ---------------------- | ---------------------- |
| 2025 | 举办场地 | 牙买加京斯敦独立公园 | 美国迈阿密安辛体育中心 | 美国费城富兰克林田径场 | 美国洛杉矶德雷克体育场 |
| 2025 | 日期     | 4月4–6日             | 5月2–4日               | 5月30日-6月1日         | 6月27–29日             |

## 大满贯胜者

### 2025赛季

#### 男子
| 赛事类别   | 大满贯1 | 大满贯2 | 大满贯3 | 大满贯4 |
| ---------- | ------- | ------- | ------- | ------- |
| 短距离短跑 | 待定    | 待定    | 待定    | 待定    |
| 短距离跨栏 | 待定    | 待定    | 待定    | 待定    |
| 长距离短跑 | 待定    | 待定    | 待定    | 待定    |
| 长距离跨栏 | 待定    | 待定    | 待定    | 待定    |
| 短距离长跑 | 待定    | 待定    | 待定    | 待定    |
| 长距离长跑 | 待定    | 待定    | 待定    | 待定    |

#### 女子
| 赛事类别   | 大满贯1 | 大满贯2 | 大满贯3 | 大满贯4 |
| ---------- | ------- | ------- | ------- | ------- |
| 短距离短跑 | 待定    | 待定    | 待定    | 待定    |
| 短距离跨栏 | 待定    | 待定    | 待定    | 待定    |
| 长距离短跑 | 待定    | 待定    | 待定    | 待定    |
| 长距离跨栏 | 待定    | 待定    | 待定    | 待定    |
| 短距离长跑 | 待定    | 待定    | 待定    | 待定    |
| 长距离长跑 | 待定    | 待定    | 待定    | 待定    |

## 联赛记录

### 男子
| 项目类别   | 项目    | 运动员 | 成绩 | 国籍 | 选手类型（大满贯选手或挑战者？） | 日期 / 赛季 | 大满贯 |
| ---------- | ------- | ------ | ---- | ---- | -------------------------------- | ----------- | ------ |
| 短距离短跑 | 100米   | 待定   | 待定 | 待定 | 待定                             | 待定        | 待定   |
| 短距离短跑 | 200米   | 待定   | 待定 | 待定 | 待定                             | 待定        | 待定   |
| 短距离跨栏 | 110米栏 | 待定   | 待定 | 待定 | 待定                             | 待定        | 待定   |
| 短距离跨栏 | 100米   | 待定   | 待定 | 待定 | 待定                             | 待定        | 待定   |
| 长距离短跑 | 200米   | 待定   | 待定 | 待定 | 待定                             | 待定        | 待定   |
| 长距离短跑 | 400米   | 待定   | 待定 | 待定 | 待定                             | 待定        | 待定   |
| 长距离跨栏 | 400米栏 | 待定   | 待定 | 待定 | 待定                             | 待定        | 待定   |
| 长距离跨栏 | 400米   | 待定   | 待定 | 待定 | 待定                             | 待定        | 待定   |
| 短距离长跑 | 800米   | 待定   | 待定 | 待定 | 待定                             | 待定        | 待定   |
| 短距离长跑 | 1500米  | 待定   | 待定 | 待定 | 待定                             | 待定        | 待定   |
| 长距离长跑 | 3000米  | 待定   | 待定 | 待定 | 待定                             | 待定        | 待定   |
| 长距离长跑 | 5000米  | 待定   | 待定 | 待定 | 待定                             | 待定        | 待定   |

### 女子
| 项目类别   | 项目    | 运动员 | 成绩 | 国籍 | 选手类型（大满贯选手或挑战者？） | 日期 / 赛季 | 大满贯 |
| ---------- | ------- | ------ | ---- | ---- | -------------------------------- | ----------- | ------ |
| 短距离短跑 | 100米   | 待定   | 待定 | 待定 | 待定                             | 待定        | 待定   |
| 短距离短跑 | 200米   | 待定   | 待定 | 待定 | 待定                             | 待定        | 待定   |
| 短距离跨栏 | 110米栏 | 待定   | 待定 | 待定 | 待定                             | 待定        | 待定   |
| 短距离跨栏 | 100米   | 待定   | 待定 | 待定 | 待定                             | 待定        | 待定   |
| 长距离短跑 | 200米   | 待定   | 待定 | 待定 | 待定                             | 待定        | 待定   |
| 长距离短跑 | 400米   | 待定   | 待定 | 待定 | 待定                             | 待定        | 待定   |
| 长距离跨栏 | 400米栏 | 待定   | 待定 | 待定 | 待定                             | 待定        | 待定   |
| 长距离跨栏 | 400米   | 待定   | 待定 | 待定 | 待定                             | 待定        | 待定   |
| 短距离长跑 | 800米   | 待定   | 待定 | 待定 | 待定                             | 待定        | 待定   |
| 短距离长跑 | 1500米  | 待定   | 待定 | 待定 | 待定                             | 待定        | 待定   |
| 长距离长跑 | 3000米  | 待定   | 待定 | 待定 | 待定                             | 待定        | 待定   |
| 长距离长跑 | 5000米  | 待定   | 待定 | 待定 | 待定                             | 待定        | 待定   |

## 赛事奖金
径赛大满贯联赛为运动员提供了一个机会，如果他们在各自项目类别的四个大满贯赛事中全部夺冠，单赛季奖金可达40万美元以上。
| 名次 | 每个大满贯奖金 |
| ---- | -------------- |
| 1    | $100,000.00    |
| 2    | $50,000.00     |
| 3    | $30,000.00     |
| 4    | $25,000.00     |
| 5    | $20,000.00     |
| 6    | $15,000.00     |
| 7    | $12,500.00     |
| 8    | $10,000.00     |

## 转播
2025年2月，径赛大满贯宣布与美国CW電視網和流媒体服务孔雀达成协议。所有赛事将通过孔雀流媒体播出，而CW将播出周末报道。孔雀的母公司NBC也将播出精彩特辑。